# Siiri Nordin
Siiri Aurora Nordin (Helsinki, 15 ottobre 1980) è una cantante finlandese, voce e tastierista dei Killer.

## Biografia
Figlia dello scultore Antti Nordin e della regista Metti Nordin, Siiri Nordin è salita alla ribalta come cantante e tastierista del gruppo rock Killer, con cui ha pubblicato due album: Sickeningly Pretty & Unpleasantly Vain nel 2001 e Sure You Know How to Drive This Thing. I Killer hanno piazzato quattro singoli nella top 20 finlandese prima di sciogliersi definitivamente nel 2005.
Nel 2006 la cantante ha avviato la sua carriera da solista con l'album Me Too, che però ha avuto scarso successo. Due anni dopo è uscito il suo primo album in lingua finlandese, Lyö tahtia, che ha conquistato il 15º posto della classifica nazionale. Nel 2011 è stato seguito dal terzo album, Paremmin kuin kukaan. Nello stesso anno ha partecipato alla quarta edizione di Tanssii tähtien kanssa (la versione finlandese di Ballando con le stelle) con Jani Rasimus come partner di ballo, venendo eliminata nella quarta puntata.

## Discografia

### Album
- 2006 - Me Too
- 2008 - Lyö tahtia
- 2011 - Paremmin kuin kukaan

### Singoli
- 2003 - Sydämeni osuman sai
- 2006 - Soothe
- 2007 - Viimeinen palanen
- 2008 - Sano vain
- 2008 - Mukula
- 2011 - Lusitaan
- 2011 - Paremmin kuin kukaan
- 2011 - Huomenna on paremmin
- 2016 - Parisuhdevakuutus